# Stożek Wielki (Góry Kamienne)
Stożek Wielki (841 m n.p.m.) – wzniesienie w Sudetach Środkowych, w Górach Kamiennych, na północno-zachodnim krańcu Gór Suchych, w północnej części pasma Stożka.

## Położenie

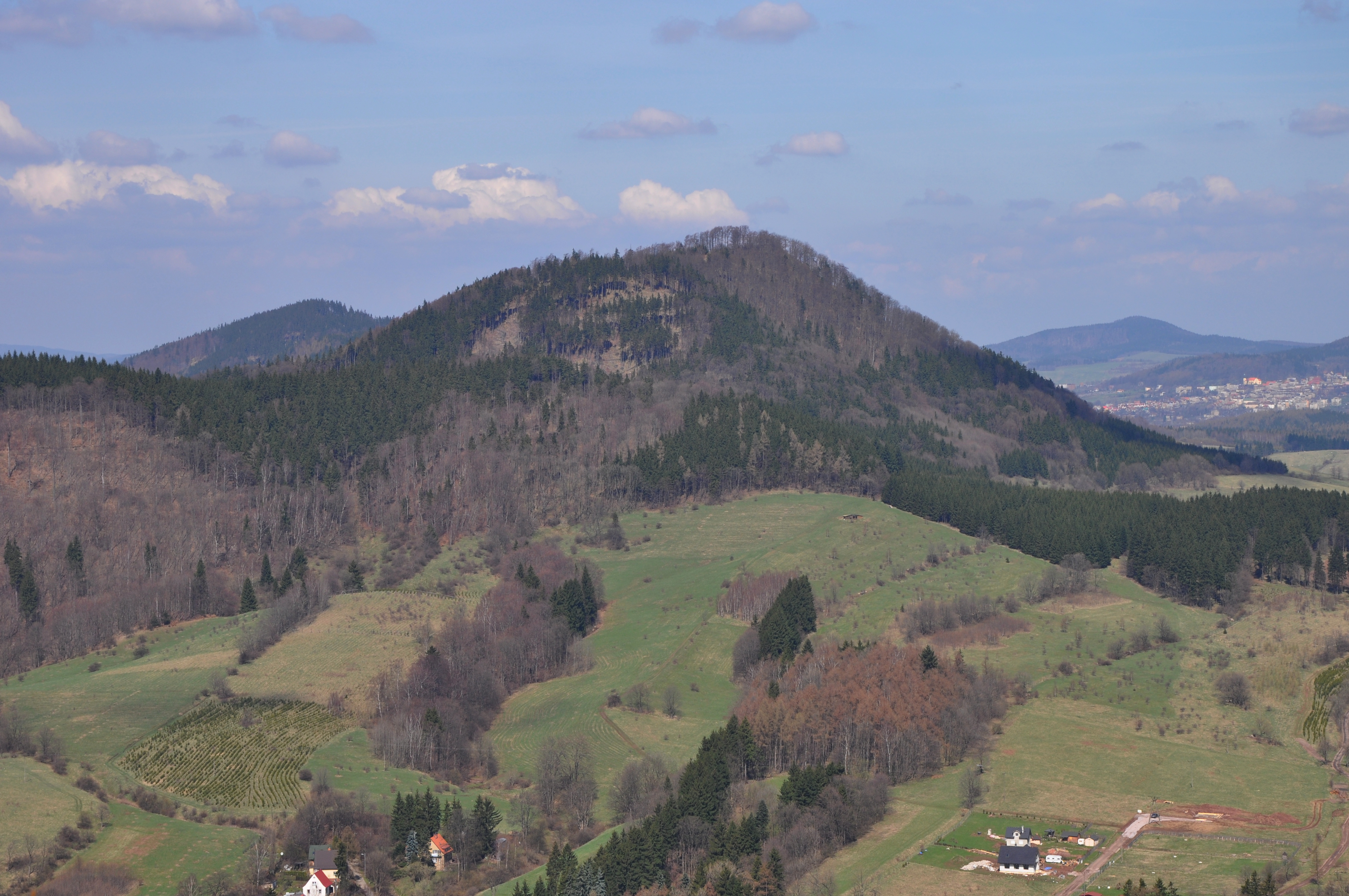
Stożek Wielki od strony południowo-wschodniej z Włostowej

Położony w północno-środkowej części Gór Kamiennych, na pograniczu z Górami Wałbrzyskimi, na północnym zachodzie od miejscowości Sokołowsko. Od strony wschodniej oddzielony Kotliną Sokołowską od masywu Bukowca, a od zachodniej strony głęboka dolina przełomu Ścinawki oddziela wzniesienie od Masywu Dzikowca i Lesistej Wielkiej.
Jest to jedno z najbardziej charakterystycznych wzniesień powulkanicznych, o formie poosuwiskowej w kształcie stożka, o ostro zakończonej części szczytowej i stromych zboczach, z wyraźnie zaznaczonymi wierzchołkiem.
Wzniesienie zbudowane z permskich skał wylewnych, należących do północnego skrzydła niecki śródsudeckiej. Na północno-zachodnim zboczu, na wysokości około 780 m n.p.m., charakterystyczna grupa powulkanicznych skałek.

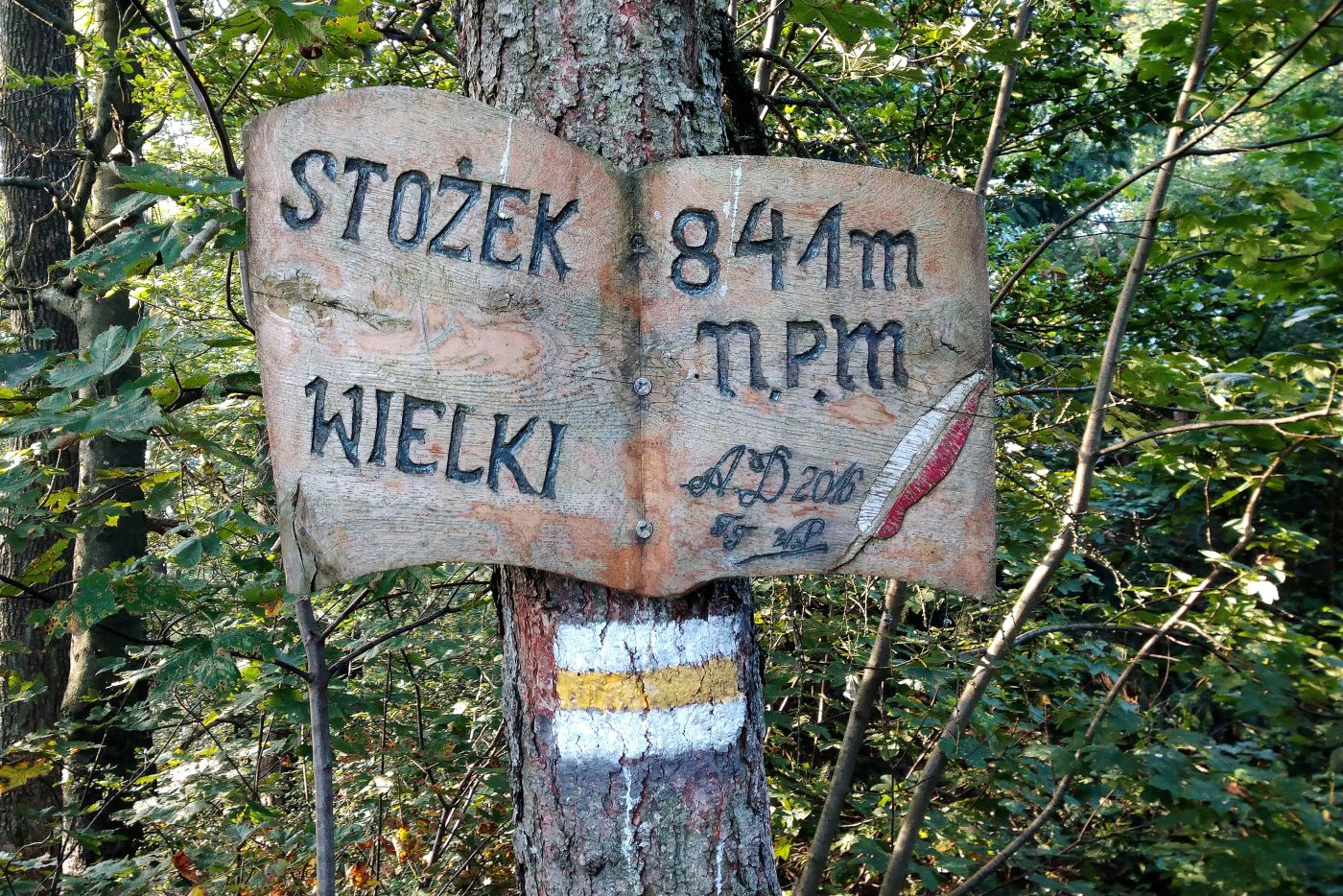
Tablica na szczycie Stożka Wielkiego

Wzniesienie od poziomu około 760 m po wschodniej stronie i od 550 m n.p.m., po zachodniej stronie porośnięte jest w całości lasem regla dolnego, górną część wzniesienia zajmuje rozrzedzony las z przewagą drzewostanu liściastego. Na wschodnim zboczu góry poniżej granicy lasu rozciąga się obszerna górska łąka z ciekawą roślinnością, a niżej położone są pola uprawne.
Szczyt wziął nazwę od swojego charakterystycznego stożkowego kształtu. Nazwę Stożek Wielki wprowadzono urzędowo w 1949 roku, zastępując poprzednią niemiecką nazwę Groß Storch Berg.
Położony na terenie Parku Krajobrazowego Sudetów Wałbrzyskich.

## Turystyka
Szlaki turystyczne:

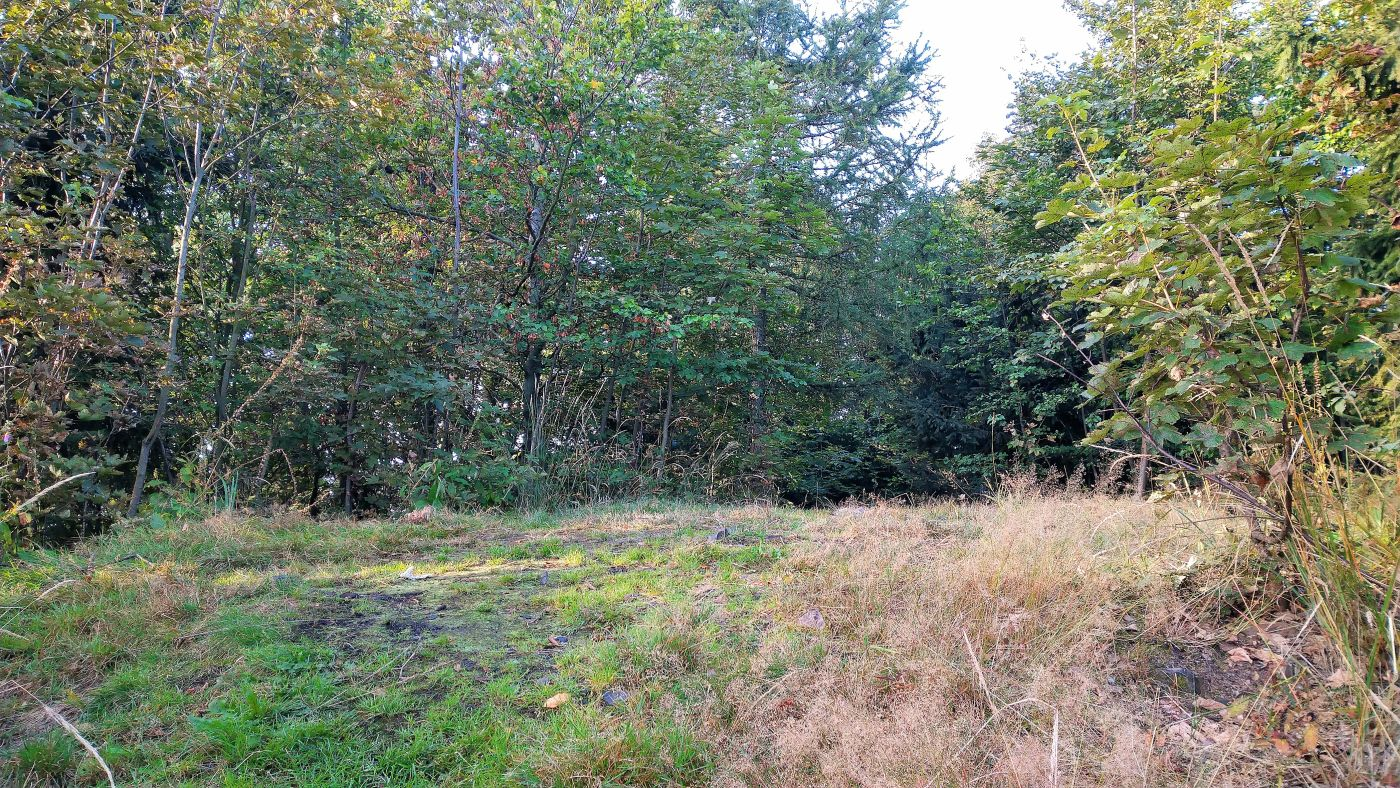
Szczyt Stożka Wielkiego.

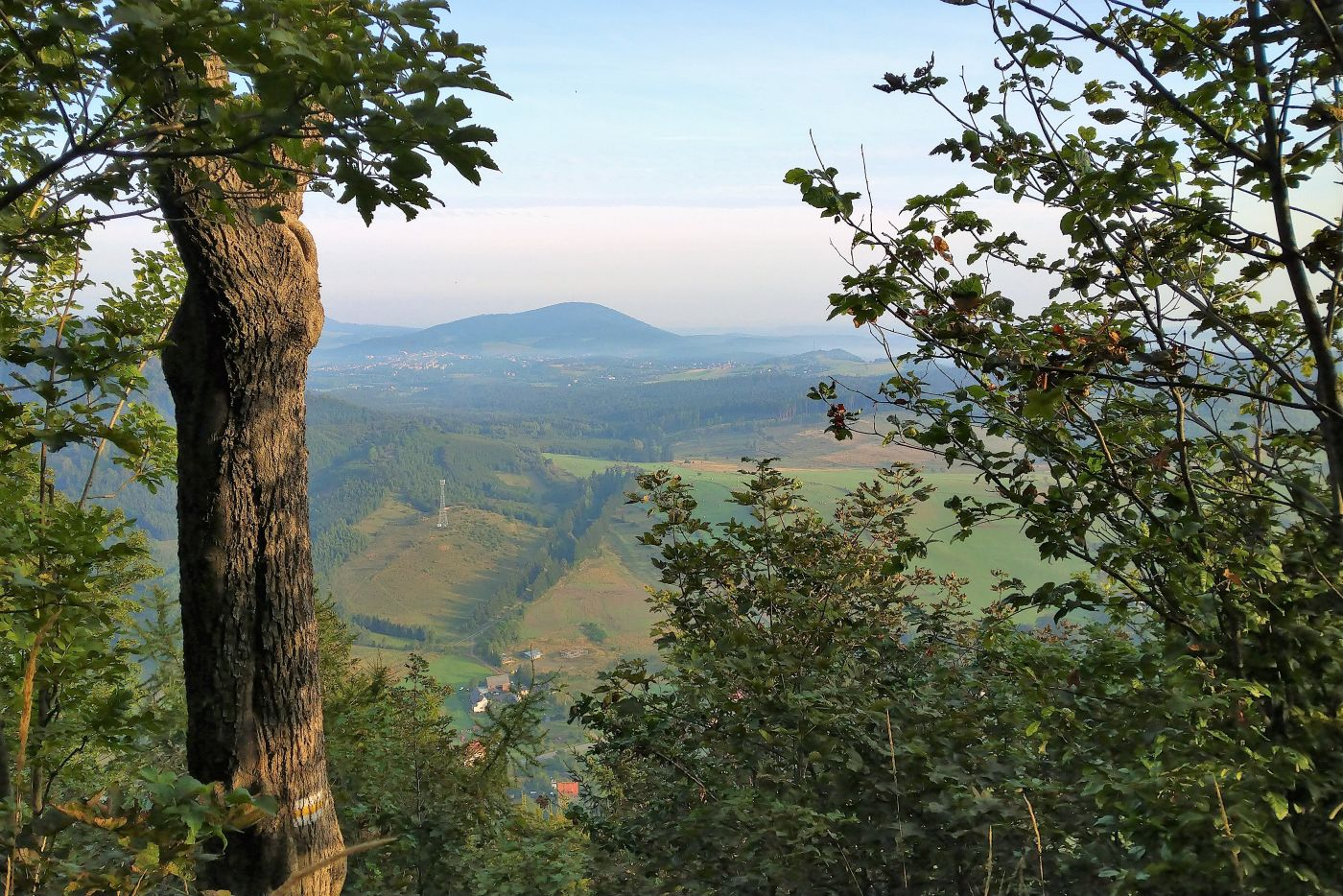
Widok ze szczytu Stożka Wielkiego na Chełmiec.

- żółty – prowadzący z Mieroszowa na Waligórę, przebiega przez szczyt góry
- zielony – z Boguszowa-Gorców do Sokołowska prowadzi wschodnim podnóżem wzniesienia.
- Na szczycie stał drewniany punkt widokowy, z którego rozciągały się widoki na Śnieżkę, Masyw Dzikowca i Lesistej, Góry Kamienne, Góry Wałbrzyskie i Stołowe oraz Kotlinę Sokołowską i Wyżynę Unisławską. Pierwsza wieża widokowa została wzniesiona na szczycie w 1885 r.
- szlak na szczyt jest trudny i męczący dla niewprawnego turysty